# Andromaha
Andromaha (grč. Ἀνδρομάχη, Andromákhê) u grčkoj mitologiji Hektorova je žena. Svoga muža voljela je svim srcem i zato su je smatrali savršenom ženom.

## Etimologija
Andromahino grčko ime sastavljeno je od ανδρος (andros) = "čovjek" i μαχη (machē) = "bitka". Dakle, znači "čovjekova bitka".

## Mitologija
Andromaha je bila Hektorova žena, rođena i odgojena u cilicijskoj Tebi u kojoj je vladao njezin otac. Za vrijeme Trojanskog rata, Hektora je ubio Ahilej. Njihov je novorođeni sin Astijanaks bio ubijen od Ahilejeva sina Neoptolema. On je uzeo Andromahu kao priležnicu, a Hektorova brata Helena kao roba. S Neoptolemom je imala sina Molota. Kad je Neoptolem umro, udala se za Helena i postala kraljica Epira.

## Vanjske poveznice
- Andromaha u grčkoj mitologiji (engl.)